# Sam Adewusi
Sam Adewusi (sinh ngày 26 tháng 12 năm 1999) là một cầu thủ bóng đá người Anh thi đấu cho Carlisle United, ở vị trí tiền vệ.

## Sự nghiệp
Anh thi đấu chuyên nghiệp với Carlisle United vào tháng 5 năm 2018, cùng với Max Brown và Kieron Olsen.